# Sub-districte del Golan
El Sub-Districte dels Alts del Golan (en hebreu: נפת רמת הגולן) forma part del Districte del Nord d'Israel. El sub-districte s'estén sobre els Alts del Golan, en l'àrea que va ser ocupada per les forces armades israelianes després de la Guerra dels Sis Dies el 1967. El territori del Golan va ser transferit a la sobirania isreliana després de la promulgació de la llei dels Alts del Golan per part del parlament israelià el 1981. L'assentament humà més gran en la regió dels Alts del Golan és el poble drus de Majdal Shams, que es troba al peu del Mont Hermon, en el Districte del Nord. La regió té 1.154 quilòmetres quadrats. El subdistricte té una densitat de població de 36 habitants per quilòmetre quadrat, i la seva població inclou a ciutadans àrabs, jueus i drusos. El 1982, el parlament israelià va aprovar la Llei dels Alts del Golan, i va declarar que la legislació israeliana també s'havia d'aplicar en els Alts del Golan. El sub-districte té 36 localitats, de les quals 32 són localitats jueves i 4 són localitats druses.

## Consells locals
- Buq'ata
- Ein Qiniyye
- Ghajar
- Majdal Shams
- Mas'ade
- Qatsrin

## Consells regionals
El Consell Regional del Golán (en hebreu: מועצה אזורית גולן) (transliterat: Moatza Azorit Golan) és un consell regional que representa a la majoria dels assentaments israelians dels Alts del Golan. El consell està format per 19 moixavs, 10 quibuts, i diversos pobles. La seu del consell es troba en la ciutat de Qatsrin, tanmateix la vila de Qatsrin no forma part del consell regional. El cap del consell és Eli Malka.

### Poblacions
| - Afiq - Alonei HaBashan - Aniam - Avnei Eitan - Bnei Yehuda - Ein Zivan - El Rom - Eliad - Geshur - Givat Yoav - Hispin | - Kanaf - Kela Alon - Keshet - Kfar Haruv - Khad Nas - Kidmat Tzvi - Maale Gamla - Merom Golan - Metzar - Mevo Hama - Natur | - Neot Golan - Neve Ativ - Nimrod - Nov - Odem - Ortal - Ramat Magshimim - Ramot - Sha'al - Yonatan |